# HD 11506
HD 11506 — звезда, которая находится в созвездии Кита на расстоянии около 175,5 световых лет от нас. Вокруг звезды обращается, как минимум, две планеты.

## Характеристики
Звезда представляет собой жёлтый карлик и по своим характеристикам очень напоминает Солнце. Её масса и диаметр эквивалентны 1,19 и 1,38 солнечным соответственно. Температура поверхности приблизительно равна 6058 кельвинов, а возраст звезды оценивается в 5—6 миллиардов лет.

## Планетная система
Первая планета, HD 11506 b, в этой системе была открыта консорциумом N2K в 2007 году. По массе она превосходит Юпитер более чем в 3 раза. Она находится на расстоянии 2,43 а. е. от родительской звезды; год на ней длится приблизительно 1270 суток. Вторая планета, HD 11506 c, обращается очень близко к звезде — на расстоянии 0,6 а. е. (почти среднем расстоянии орбиты Меркурия до Солнца) — имеет массу 0,8 массы Юпитера. Она была открыта в 2009 году.